# علف‌انبانی کوچک
آتریکالاریا کوچک (نام علمی: Utricularia minor) نام یک گونه از سرده علف‌انبانی است.